# Friedrich Kiel

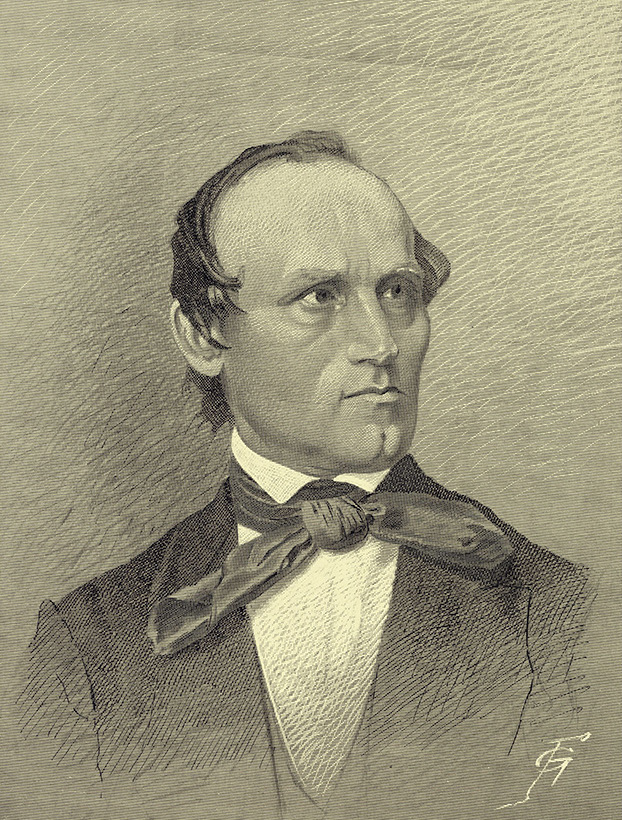
Friedrich Kiel

Friedrich Kiel (* 8. Oktober 1821 in Puderbach; † 13. September 1885 in Berlin) war ein deutscher Komponist der Romantik und Musikpädagoge. Er war einer der angesehensten Kompositionslehrer seiner Zeit und gehörte zu den herausragenden Komponisten der Generation zwischen Robert Schumann und Johannes Brahms.

## Leben
Die Eltern von Friedrich Kiel waren der Lehrer Johann Jost Kiel (1791–1863) und Johanne Marie Jung aus Puderbach (Bad Laasphe). Die Familie zog 1827, als Friedrich ungefähr sechs Jahre alt war, nach Schwarzenau (Bad Berleburg) um. Der Sohn fing aus eigenem Antrieb mit Klavierspielen und Komponieren an. In den nächsten Jahren erhielt er Musikunterricht bei seinem Vater und beim Elsoffer Lehrer Karl Batta (1807–1893). Ihm widmete er später VII Fugen für das Pianoforte, die er im Juli 1844 in Berlin komponierte.
Der Superintendent Appollo Kneip stellte ihn 1835 dem Fürsten Albrecht zu Sayn-Wittgenstein-Berleburg anlässlich einer Orchesterprobe der Hofkapelle vor. Daraufhin erhielt er Violinunterricht beim Bruder des Fürsten, Prinz Karl. Zudem durfte er in der Hofkapelle mitwirken. Er erstellte Kompositionen für Solovioline mit Orchesterbegleitung sowie Variationen für Orchester.
In den Jahren 1838 bis 1840 erhielt er Kompositionsunterricht beim in Coburg lebenden Kammermusiker und Flötisten Caspar Kummer (1795–1870). Vom 1. Mai 1840 an bis 1842 war er Konzertmeister der Hofkapelle und Musiklehrer der Kinder des Fürsten Albrecht in Berleburg. In dieser Zeit erstellte er Kompositionen für Klavier mit Orchesterbegleitung, Ouvertüren für Orchester sowie Werke für Klavier zu 2 und 4 Händen.
Aufgrund eines Stipendiums von König Friedrich Wilhelm IV. studierte er 1842 bis 1844 bei Siegfried Dehn, dem Kustos der Musikalien der Königlichen Bibliothek in Berlin. Ab 1844 wirkte er als freischaffender Komponist sowie als Klavier- und Harmonielehrer.

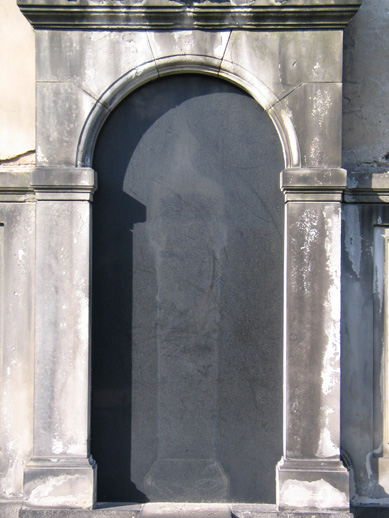
Verblichene Erinnerung: Friedrich Kiels erste Ruhestätte in Schöneberg heute

Die überaus erfolgreiche Uraufführung seines Requiems f-Moll op. 20 und eine weitere Aufführung in Leipzig machten ihn ganz plötzlich berühmt. Auch seine Missa solemnis c-Moll op. 40 und das Oratorium Christus fanden breite Anerkennung, so dass man ihm das Amt des Leipziger Thomaskantors antrug, das er allerdings nicht annahm, um in Berlin bleiben zu können.
Ab 1866 wurde Friedrich Kiel für drei Jahre Kompositionslehrer am Stern’schen Konservatorium Berlin; er erhielt 1868 den Professorentitel zuerkannt. Ein Jahr später wurde Kiel ein Mitglied des Senats der Königlichen Akademie der Künste in der Sektion „Musik“.
1870 bekam er den Roter-Adler-Orden verliehen und wurde zugleich Ritter dieses Ordens. Am 21. Juni 1876 wurde ihm vom Herzogtum Sachsen-Altenburg das Ritterkreuz II. Klasse des Herzoglich Sachsen-Ernestinischen Hausordens verliehen.
Weitere wichtige Stationen seiner Laufbahn waren die Akademische Hochschule für Musik (gegründet 1869), an der er Leiter einer Kompositionsklasse war und dort ab 1882 dem fünfköpfigen Direktorium der Königlich Akademischen Hochschule für ausübende Tonkunst (neben Joseph Joachim, Ernst Rudorff, Adolf Schulze und Philipp Spitta) angehörte, sowie die Akademie der Künste, an die er als Leiter einer Meisterklasse für Komposition berufen wurde.
Durch einen Verkehrsunfall im September 1883 mit einem Pferdewagen in Berlin wurde er gesundheitlich stark angeschlagen. Die Uraufführung seines Oratoriums Der Stern von Betlehem op. 83 erlebte er am 25. April 1884 im Haus der Königlichen Künste in Berlin. Im Winter 1884/85 trat er wegen der Folgen seines Unfalls von seinen Ämtern zurück; er starb am 13. September 1885 in Berlin. Begraben wurden seine sterblichen Überreste auf dem Alten Zwölf-Apostel-Kirchhof in Berlin-Schöneberg. Am 7. Oktober 1971 wurden sie auf den Friedhof seines Geburtsorts Puderbach umgebettet.

## Werke

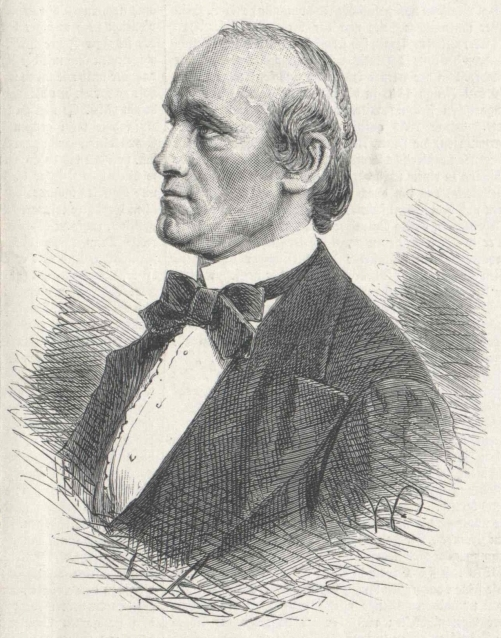
Der Komponist

Kiel komponierte in allen Musikgattungen außer Sinfonie und Oper.
Die Hälfte dieses Schaffens widmet sich, da er als Pianist wirkte und unterrichtete, der Klaviermusik zu 2 und 4 Händen. Daneben entstanden Kammermusikwerke für verschiedene Besetzungen, ein Klavierkonzert, kleinere Chorwerke a cappella und mit Instrumentalbegleitung sowie große Chorformen: zwei Requiems, eine Missa solemnis und zwei Oratorien.
Seit 1993 arbeitet die Friedrich-Kiel-Gesellschaft mit dem Verlag Dohr Köln zusammen, um Kiels Werke in revidierten Neu- sowie in Erstausgaben zu verbreiten.
Verzeichnis seiner Werke (Opuszahl 1 wurde von Kiel doppelt vergeben!):

### Klavierwerke

#### Klavier zweihändig
- op. 1 Bilder aus der Jugendwelt (1850); Verlag Dohr (ISMN M-2020-0355-8)
- op. 1 „15 Canons im Kammerstyl“, Franz Liszt gewidmet (1852); Verlag Dohr (ISMN M-2020-1370-0)
- op. 2 Sechs Fugen (1850)
- op. 4 Capricietto (1850)
- op. 5 Drei Romanzen (1850); Verlag Dohr (ISMN M-2020-0355-8)
- op. 7 Sechs Walzer (1850)
- op. 8 Drei Klavierstücke (1856)
- op. 10 Vier zweistimmige Fugen (1856)
- op. 14 Große Polonaise C-Dur (1858); Verlag Dohr (ISMN M-2020-0240-7)
- op. 15 Melodien (1858); Verlag Dohr (ISMN M-2020-0302-2)
- op. 17 Variationen und Fuge f-Moll (1860)
- op. 18 Zehn Pianoforte-Stücke (1860)
- op. 19 Zwei Impromptus (1860)
- op. 21 Nachklänge (1861)
- op. 26 Zwei Capricen (1863); Verlag Dohr (ISMN M-2020-0303-9)
- op. 27 Tarantelle (1864); Verlag Dohr (ISMN M-2020-0302-2)
- op. 28 Suite [Sonate – Impromptu – Scherzo – Notturno] (1864); Verlag Dohr (ISMN M-2020-1371-7)
- op. 36 Drei Giguen (1864)
- opp. 38/41 Reiseerinnerungen für Klavier. 2 Hefte (1865); Verlag Dohr (ISMN M-2020-0304-6)
- op. 45 Walzer (1866)
- op. 55 Vier Charakterstücke (1868)
- op. 56 Fantasie e-Moll (1869)
- op. 59 Drei Humoresken (1870)
- op. 62 Volksmelodien mit Veränderungen (1870)
- op. 68 Fantasie As-Dur (1871); Verlag Dohr (ISMN M-2020-0240-7)
- op. 71 Drei Klavierstücke (1872)
- op. 72 Sechs Klavierstücke (1872); Verlag Dohr (ISMN M-2020-0305-3)
- op. 79 Sechs Impromptus (1881)
- o.op. Zwei Notturnos (1875 veröffentlicht)
- o.op. Etüden
- o.op. Bolero (1875 veröffentlicht); Verlag Dohr (ISMN M-2020-0355-8)
- o.op. Walzer-Caprice („Albumblatt“) (1879); Verlag Dohr (ISMN M-2020-0355-8)
- o.op. Hongroise
- o.op. Melodie D-Dur (1876)
- o.op. Sieben Fugen
- o.op. Fughetta F.H…g

#### Klavier vierhändig
- op. 6 Zwei kleine Sonaten (1850); Verlag Dohr (ISMN M-2020-0693-1)
- op. 13 Leichte Klavierstücke (1858); Verlag Dohr (ISMN M-2020-1369-4)
- op. 23 Variationen über ein eigenes Thema (1861); Verlag Dohr (ISMN M-2020-0671-9)
- op. 42 Humoresken (1865)
- op. 47 Walzer (1866)
- op. 48 Walzer (1866)
- op. 57 Leichte Stücke (1869); Verlag Dohr (ISMN M-2020-0774-7)
- op. 74 10 Solostücke für Pianoforte vierhändig (1873)

#### Klavier und Orchester
- op. 30 Konzert für Pianoforte und Orchester B-Dur (1864), Verlag Dohr
- o.op. Fantasie für Piano und Orchester „Seiner Majestät dem Könige von Preussen gewidmet“ (ca. 1841), Verlag Dohr

### Kammermusik mit Klavier

#### Klavier und Violine
- op. 16 Sonate d-Moll für Pianoforte und Violine (1860)
- op. 35 Zwei Sonaten d-Moll und F-Dur für Pianoforte und Violine (1864)
- op. 37 Variationen über ein schwedisches Volkslied (1865) für Pianoforte und Violine; Verlag Dohr (ISMN M-2020-0545-3)
- op. 49 Vier Romanzen für Pianoforte und Violine (1867)
- op. 51 Sonate für Pianoforte und Violine (1868)
- op. 54 Deutsche Reigen für Pianoforte und Violine (1868)
- op. 70 Zwei Solostücke für Pianoforte und Violine (1872); Verlag Dohr (ISMN M-2020-0526-2)
- op. 77 Kleine Suite für Violine und Pianoforte (1881)

#### Klavier und Viola
- op. 66 Ländler für Pianoforte und Viola (1871); Verlag Dohr (ISMN M-2020-1374-8)
- op. 67 Sonate für Pianoforte und Viola oder Violoncello oder Violine (1875/76); Verlag Dohr (ISMN M-2020-3494-1, 3495-8 und 3496-5)
- op. 69 Drei Romanzen für Pianoforte und Viola (1871)

#### Klavier und Violoncello
- op. 9 Melodien für Pianoforte und Violoncello (1856)
- op. 11 „Reisebilder“ für Pianoforte und Violoncello (1858); Verlag Dohr (ISMN M-2020-0492-0)
- op. 12 Drei Stücke für Pianoforte und Violoncello (1858); Verlag Dohr (ISMN M-2020-1138-6)
- op. 52 Sonate a-Moll für Pianoforte und Violoncello (1868)
- o.op. Sonate D-Dur für Violoncello und Klavier; Erstdruck Verlag Dohr (ISMN M-2020-0835-5)

#### Klaviertrios
- op. 3 Klaviertrio D-Dur (1850)
- op. 22 Klaviertrio A-Dur (1861)
- op. 24 Klaviertrio Es-Dur (1861)
- op. 33 Klaviertrio cis-Moll (1863)
- op. 34 Klaviertrio G-Dur (1864)
- op. 65/1 Klaviertrio A-Dur (1871)
- op. 65/2 Klaviertrio g-Moll (1871)

#### Klavierquartette
- op. 43 Klavierquartett a-Moll (1866)
- op. 44 Klavierquartett E-Dur (1866)
- op. 50 Klavierquartett G-Dur (1867)

#### Klavierquintette
- op. 75 Klavierquintett A-Dur (1874)
- op. 76 Klavierquintett c-Moll (1874)

#### Klavier und Singstimme
- op. 31 Liederkreis (1864) für eine Singstimme und Klavier; Verlag Dohr, (ISMN M-2020-0462-3)

### Streichquartette
- op. 53/1 Streichquartett a-Moll (1868)
- op. 53/2 Streichquartett Es-Dur (1868)
- op. 73 Walzer für Streichquartett (1872)
- op. 78 Walzer für Streichquartett (1881)

### Chor a cappella/mit Klavier
- op. 32 Zwei Motetten für dreistimmigen Frauenchor mit Pianoforte (1864)
- op. 64 Sechs geistliche Gesänge für Frauenchor oder Knabenchor (1869)
- op. 82 Sechs Motetten für gemischten Chor (1883 veröffentlicht; Neuausgabe Berlin 2007)

### Chor und Orchester
- op. 20 Requiem f-Moll für Solo, Chor und Orchester (1861), Uraufführung am 8. Februar 1862
- op. 25 Stabat mater für Frauenchor und Solo mit Orchester (1864)
- op. 29 130. Psalm für Soli, Frauenchor und Orchester (1864), Uraufführung 1869
- op. 40 „Missa solemnis“ für Orchester und Chor (1865), Uraufführung am 21. März 1867
- op. 46 Te Deum für Soli, Chor und Orchester (1866), Uraufführung am 21. März 1867[2]
- op. 60 „Christus“ – Oratorium für Soli, Chor und Orchester (1870), Uraufführung am 4. April 1874 in Berlin
- op. 63 Zwei Gesänge von Novalis für gem. Chor und Orchester (1870)
- op. 80 Requiem As-Dur, Uraufführung am 20. November 1881
- op. 83 Oratorium „Der Stern von Bethlehem“ (1884 veröffentlicht), Uraufführung am 25. April 1884 in Berlin

### Orchester
- op. 39 Drei Militärmärsche (1865)
- op. 61 Vier Märsche (1870)
- o.op. Ouvertüre C-Dur
- o.op. Ouvertüre d-Moll

### Orgelwerke
- op. 58 Drei Phantasien (1869)

## Schüler (Auswahl)
- Alexander Adam (1853–1917)
- Anton Averkamp (1861–1934)
- Waldemar von Baußnern (1866–1931)
- Adolf von Beckerath (1834–1915)
- Albrecht zu Sayn-Wittgenstein-Berleburg (1834–1904), Fürst und Standesherr
- Eduard Behm (1862–1946)
- Wilhelm Berger (1861–1911)
- Emil Breslaur (1836–1899)
- Max Brode (1850–1917)
- August Bungert (1845–1915)
- Julius Buths (1851–1920)
- Frederic Hymen Cowen (1852–1935)
- T. Maude Crament (1845–1912)
- Felix Dreyschock (1860–1906)
- Oskar Eichberg (1845–1898)
- Otto Fiebach (1851–1937)
- Ernst Flügel (1844–1912)
- Theophil Forchhammer (1847–1923)
- Hermann Genß (1856–1940)
- Max Gulbins (1862–1932)
- Johannes Haarklou (1847–1925)
- Jacob Adolf Hägg (1850–1928)
- Gustav Hasse (1834–1889)
- Ottilie Heinke (1823–1888)
- Carl Heymann (1854–1922)
- Bolko Graf von Hochberg (1843–1926)
- Gustav Hollaender (1855–1915)
- Benno Horwitz (1855–1904)
- Robert Kahn (1865–1951)
- Fritz Kauffmann (1855–1934)
- Hugo Kaun (1863–1932)
- Friedrich Ernst Koch (1862–1927)
- Joseph Kotek (1855–1885)
- Arnold Krug (1849–1904)
- Otto Leßmann (1844–1918)
- Charles Martin Loeffler (1861–1935)
- Karl Adolf Lorenz (1837–1923)
- Ernst Markees (1863–1939)
- Arnold Mendelssohn (1855–1933)
- Erik Meyer-Helmund (1861–1932)
- Tivadar Nachéz (1859–1930)
- Otto Neitzel (1852–1920)
- Edmund Neupert (1842–1888)
- Jean Louis Nicodé (1853–1919)
- Rikard Nordraak (1842–1866)
- Zygmunt Noskowski (1846–1909)
- Siegfried Ochs (1858–1929)
- Ignacy Jan Paderewski (1860–1941)
- Erich Prieger (1849–1913)
- Max Puchat (1859–1919)
- Theobald Rehbaum (1835–1918)
- Franz Ries (1846–1932)
- Gustaw Roguski (* 12. Mai 1839 in Warschau, Rektor von 1891 bis 1903 der Fryderyk-Chopin-Universität für Musik Warschau)
- Heinrich Schrader (1844–1911), Hof- und Domorganist in Braunschweig
- Arthur Seidl (1863–1928)
- Elise Sommerhoff geb. Schumann (1843–1928), Tochter von Robert und Clara Schumann
- Antoni Stolpe (1851–1872)
- Ernst Hermann Seyffardt (1859–1942)
- Emil Sjögren (1853–1918)
- Charles Villiers Stanford (1852–1924)
- Bernhard Stavenhagen (1862–1914)
- Heinrich Urban (1837–1901)
- Otto Wangemann (1848–1914)
- Justus Hermann Wetzel (1879–1973)
- Otto Wolf (1849–1917)
- Hermann Wolff (1845–1902)

## Friedrich-Kiel-Gesellschaft und Friedrich-Kiel-Archiv
Seit 1979 gibt es die Friedrich-Kiel-Gesellschaft e. V. mit Sitz in Bad Laasphe, die jährlich die „Mitteilungen“ und seit 2007 einen Newsletter herausgibt. Von 1993 bis 2007 erschienen die „Friedrich-Kiel-Studien“ (5 Bde., Verlag Dohr).
Das Friedrich-Kiel-Archiv befindet sich seit 2005 im Archiv der Universität der Künste in Berlin.

## Tonträger (Auswahl)
- Das Klavierwerk Vol. 1: Große Polonaise op. 14, 11 Melodien op. 15, 2 Capricen op. 26, Tarantelle op. 27, 2 Notturnos o.op., 3 Humoresken op. 59, Fantasie op. 68. Oliver Drechsel, Klavier (Konzertflügel von Theodor Stöcker, Berlin 1868). Verlag Dohr
- Das Klavierwerk Vol. 2: Vier zweistimmige Fugen op. 10; Drei Romanzen op. 5, Reiseerinnerungen op. 38 und op. 41, 6 Impromptus op. 79, Walzer (4hsg.) op. 47 u. op. 48. Oliver Drechsel und Wilhelm Kemper (Secondo), Klavier (Konzertflügel von Theodor Stöcker, Berlin 1868). Verlag Dohr
- Das Klavierwerk Vol. 3: Suite op. 28, Variationen a-Moll über ein eigenes Thema (4hdg.) op. 23, Fünf Etüden o.op., Capriccietto op. 4, Bilder aus der Jugendwelt op. 1, Zwei kleine Sonaten (4hdg.) op. 6, Drei Klavierstücke op. 71, Sechs Klavierstücke op. 72. Oliver Drechsel und Wilhelm Kemper (Secondo), Klavier (Konzertflügel von Theodor Stöcker, Berlin 1868). Verlag Dohr
- Das Klavierwerk Vol. 4: Sechs Walzer op. 7, Vier Humoresken op. 42 (4hdg.), Drei Klavierstücke op. 8; 15 Canons im Kammerstyl op. 1, Melodie D-Dur o.op., Fughetta über die Buchstaben F. H…g o.op., Zehn Klavierstücke op. 74 (4hdg.). Oliver Drechsel und Wilhelm Kemper (Secondo), Klavier (Konzertflügel von Theodor Stöcker, Berlin 1868). Verlag Dohr
- Streichquartett op. 53 Nr. 1; Walzer für Streichquartett op. 73. Bamberger Streichquartett. Cavalli Records
- Klavierquintette Nr. 1 & 2; Ilona Prunyi, Klavier, Neues Budapester Streichquartett
- Missa solemnis op. 40; Ouverture a grand Orchestre op. 6. Lindner, Röttger, Graf, Dewald, Fläth, Rundfunkchor & RO Köln, Froschauer. Capriccio
- Reisebilder op. 11 für Klavier und Violoncello; Sonate op. 52 für Klavier und Violoncello;3 Stücke op. 12 für Violoncello und Klavier; Hans Zentgraf, Violoncello, Christoph Ullrich, Klavier. MDG
- Sonate für Klavier und Violoncello op. 67 u. o.op.; Kleine Suite für Klavier und Violoncello op. 77; Hans Zentgraf, Violoncello, Christoph Ullrich, Klavier. MDG
- Friedrich Kiel-Ein Komponistenporträt (u. a. Liederkreis op. 31) Anja Ganschow, Sopran, András Vermesy, Klavier (Steingraeber-Konzertflügel, 1911)